# إريك هيغز
إريك هيغز هو عالم بيئة كندي، ولد في 7 فبراير 1958 في برانتفورد في كندا.